# Na Cô Sa
Na Cô Sa là một xã thuộc huyện Nậm Pồ, tỉnh Điện Biên, Việt Nam.

## Địa lý
Xã Na Cô Sa có vị trí địa lý:
- Phía đông giáp các xã Pa Tần, Nậm Tin và Nà Khoa
- Phía nam giáp xã Nậm Nhừ
- Phía tây giáp Lào
- Phía bắc giáp huyện Mường Nhé.

Xã Na Cô Sa có diện tích 125,51 km², dân số năm 2022 là 6.496 người, mật độ dân số đạt 51 người/km².

## Hành chính
Xã Na Cô Sa được chia thành 11 bản: Nậm Chẩn, Huổi Po, Huổi Thủng 1, Huổi Thủng 2, Huổi Thủng 3, Na Cô Sa 1, Na Cô Sa 2, Na Cô Sa 3, Na Cô Sa 4, Pắc A 1, Pắc A 2.

## Lịch sử
Ngày 16 tháng 4 năm 2009, Chính phủ ban hành Nghị định số 17/NĐ-CP  về việc thành lập xã Na Cô Sa thuộc huyện Mường Nhé trên cơ sở điều chỉnh 12.589,4 ha diện tích tự nhiên và 2.367 nhân khẩu của xã Quảng Lâm.
Ngày 25 tháng 8 năm 2012, Chính phủ ban hành Nghị quyết số 45/NQ-CP về việc chuyển xã Na Cô Sa thuộc huyện Mường Nhé về huyện Nậm Pồ mới thành lập quản lý.
Ngày 6 tháng 9 năm 2012, UBND tỉnh Điện Biên ban hành Quyết định số 819/QĐ-UBND về việc:
- Thành lập bản Na Cô Sa 4 trên cơ sở một phần của bản Na Cô Sa 3.
- Thành lập bản Pắc A1 và bản Pắc A2 trên cơ sở bản Pắc A.